# Dedekindův řez

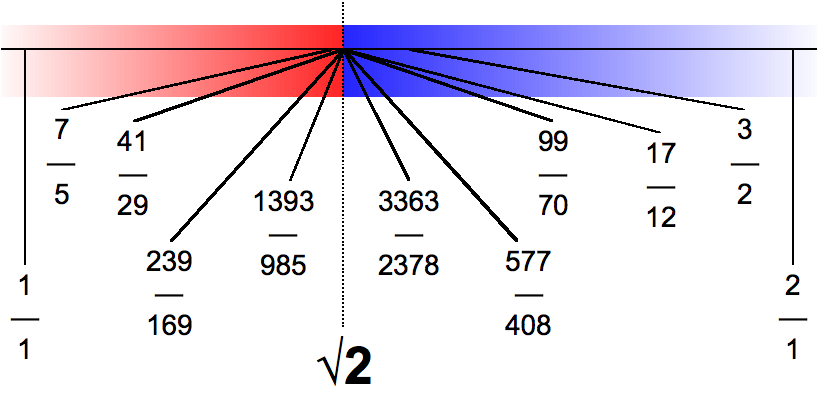
Definice pomocí Dedekindových řezů

Dedekindův řez je matematický pojem z oboru teorie množin, který je využíván při množinové konstrukci číselného oboru reálných čísel. Pojem je pojmenován po německém matematikovi Richardu Dedekindovi, jako první však reálná čísla s pomocí této konstrukce definoval francouzský matematik Joseph Bertrand v roce 1849.

## Definice
Dedekindův řez je každá dolní množina v lineárně uspořádané množině, která obsahuje své supremum, pokud toto supremum existuje.

## Motivace
V rámci teorie množin jsou všechny číselné obory konstruovány jako množiny – každé číslo je množina. Tyto množiny je třeba volit tak, aby jejich vzájemné vztahy odpovídaly intuitivním představám o daném číselném oboru.
Například přirozená čísla jsou v teorii množin konečná ordinální čísla uspořádaná relací "být podmnožina" {\displaystyle \subseteq \,\!} .
Racionální čísla jsou konstruována jako uspořádané dvojice celých čísel s uspořádáním, které přesně odpovídá naší představě o tom, které racionální číslo je větší a které menší.
Reálná čísla je třeba zkonstruovat tak, aby beze zbytku vyplňovala číselnou osu – to znamená, aby každá neprázdná omezená množina měla v tomto číselném oboru supremum a infimum.
Dá se ukázat (vyplývá to například z poněkud obecněji pojaté MacNeilleovy věty), že množina všech Dedekindových řezů na množině racionálních čísel přesně odpovídá těmto požadavkům – lze ji použít jako izomorfní kopii číselného oboru reálných čísel.

## Konstrukce zúplnění
Dedekindův řez je pro lineárně uspořádanou množinu (tedy i pro racionální čísla uspořádaná podle velikosti) pojem ekvivalentní s pojmem stabilní množina.
Množina {\displaystyle S_{A}\,\!} všech stabilních podmnožin nějaké množiny {\displaystyle A\,\!} je úplný svaz. To znamená, že je uzavřen na suprema a infima – je to tedy vhodný kandidát na „zúplnění“ o suprema a infima, které je třeba provést. Navíc, pokud je {\displaystyle A\,\!} lineárně uspořádaná, pak je také {\displaystyle S_{A}\,\!} lineárně uspořádaná (relací {\displaystyle \subseteq \,\!} ).
Definujeme-li zobrazení {\displaystyle f:A\implies S_{A}\,\!} předpisem {\displaystyle f(x)=\{y\in A:y\leq x\}\,\!}, dostáváme izomorfní vnoření {\displaystyle A\,\!} do {\displaystyle S_{A}\,\!}. Toto vnoření zachová suprema a infima, pokud existovala již v {\displaystyle A\,\!}. Pokud v {\displaystyle A\,\!} neexistovala, pak v {\displaystyle S_{A}\,\!} již (pro izomorfní obraz) existují.
Speciálně pro racionální čísla {\displaystyle Q\,\!} je {\displaystyle S_{Q}\,\!} izomorfní s naší intuitivní představou o vlastnostech reálných čísel.

## Příklady
Množina {\displaystyle A_{1}=\{x\in Q:x<1\}\,\!} má supremum v {\displaystyle Q\,\!} - platí {\displaystyle supA_{1}=1\,\!}. Tato množina se pomocí výše uvedeného zobrazení převede na množinu {\displaystyle S_{1}=\{f(x)\in S_{Q}:f(x)<f(1)\}=\{(-\infty ,x]:x<1\}\,\!} a její supremum je {\displaystyle (-\infty ,1]=f(1)\,\!}. Supremum tedy zůstalo zachováno i při tomto zobrazení.
Množina {\displaystyle A_{2}=\{x\in Q:x^{2}<2\}\,\!} nemá v {\displaystyle Q\,\!} supremum, ale pomocí výše uvedeného zobrazení jej v {\displaystyle S_{Q}\,\!} získá: {\displaystyle S_{2}=\{f(x)\in S_{Q}:f(x^{2})<f(2)\}\,\!} má supremum {\displaystyle supS_{2}=(-\infty ,{\sqrt {2}}]\,\!}, které není obrazem žádného prvku z {\displaystyle Q\,\!} .

## Vysvětlení pro laiky
Jednoduše řečeno je Dedekindův řez zákonitost, která říká, že když „řízneme“ do číselné osy v náhodném místě, získáme nějaké číslo, které se v tom místě nachází. Neplatí tedy u všech číselných oborů.